# Giovanni Battista Figari
Giovanni Battista Figari (Genova, 15 febbraio 1840 – Genova, 8 novembre 1914) è stato un imprenditore italiano.

## Biografia
Nacque a Genova il 15 febbraio 1840 come primogenito dei tre figli di Francesco Figari, importante bambagiaro (ovvero fabbricante e mercante di tessuti in cotone), e Luigia Ferro. Effettuò gli studi superiori presso il Collegio delle scuole pie di Carcare, che tuttavia lasciò prima di concludere gli studi, e prestò regolarmente servizio militare all'età di 18 anni.
Alla morte del padre seguì le sue orme nel settore tessile, impiantando con l'impiego di un modesto capitale alcuni telai a mano presso Cicagna, che nonostante i ricavi contenuti gli garantirono discreti profitti. Sul finire del XIX secolo fondò la società in accomandita Figari & Bixio, che costruì e acquistò numerosi stabilimento tra cui quelli di Rivarolo Ligure, Teglia, Varazze, Masone e la filanda di Forno a Massa. Nel settembre 1889 la società fu sciolta e i due titolari, insieme ai Fratelli Poma di Torino, fondarono il Cotonificio italiano mentre nel 1893 Figari e Bixio fondarono una società per la gestione di uno stabilimento di filatura e tessitura del cotone in Brasile.
Nei primi anni del XX secolo entrò nel consiglio di amministrazione di Eridania, della quale divenne presidente intorno al 1900, conducendone la successiva espansione.
Rimase coinvolto in un incidente stradale nell'ottobre 1914, nel quale morì il figlio Cesare, e morì a Genova l'8 novembre successivo.